# Viaduc de Laval
Le viaduc de Laval est un viaduc ferroviaire qui permet la traversée de la Mayenne par la ligne de Paris-Montparnasse à Brest. Il se trouve à Laval, au nord du centre-ville.

## Description
Le viaduc est construit en maçonnerie de granite extrait à Sacé, en Mayenne. Il compte neuf arches en plein-cintre et fait 180 mètres de long pour 25 mètres de haut. Il enjambe la Mayenne ainsi que le quai Gambetta et la rue du Vieux-Saint-Louis rive droite, et le quai de Bootz rive gauche. Une passerelle pour les piétons est installée sur les piles du viaduc.

## Histoire

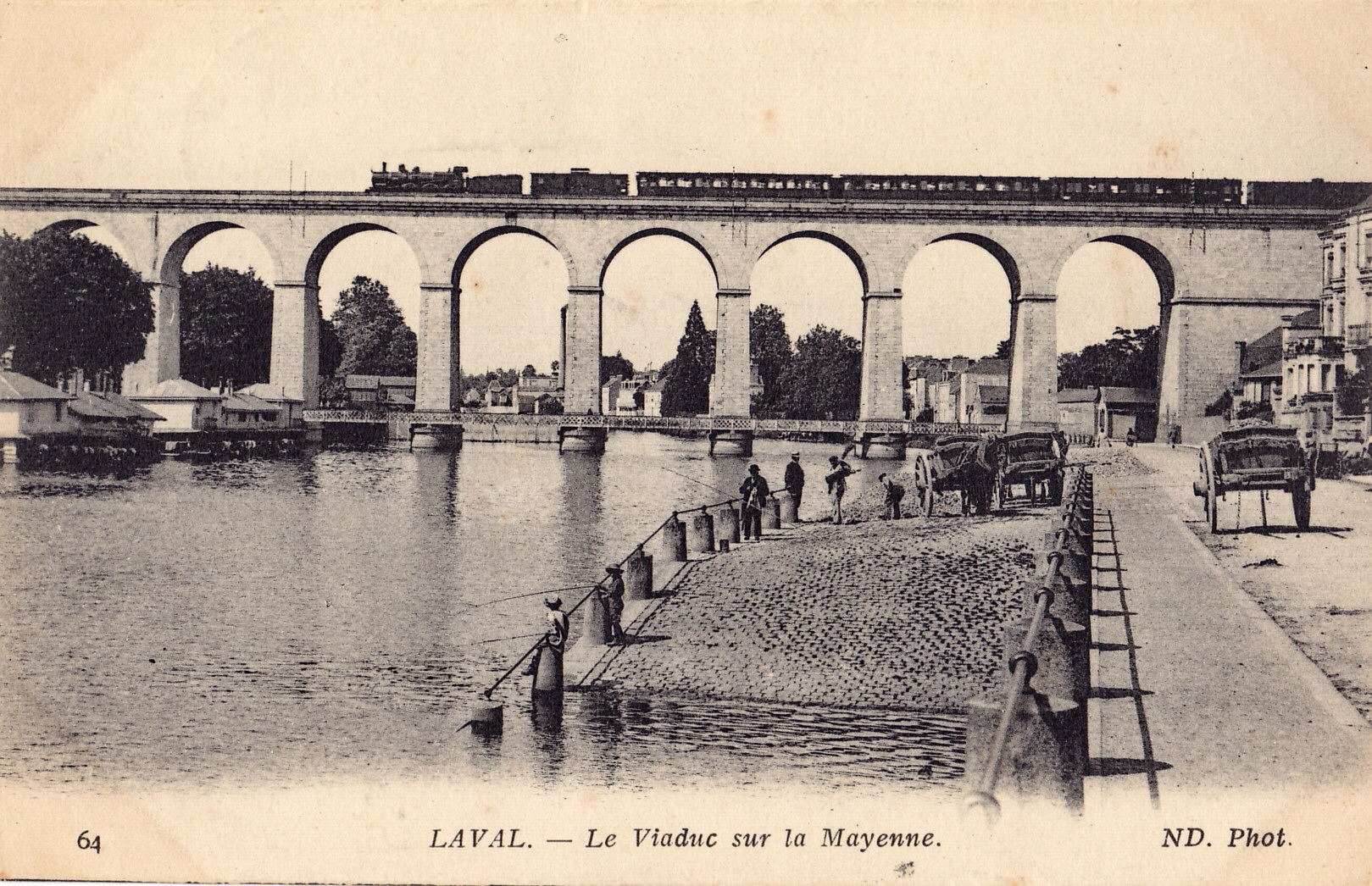
Le viaduc au début du XXe siècle.

Le viaduc a été construit de 1854 à 1856 par les ingénieurs Eugène Caillaux et Jules Hunebelle pour le passage de la voie ferrée qui relie Paris à la Bretagne. Il est opérationnel à partir de 1856, tandis que la gare de Laval, située à l'est de la rivière, accueille des trains dès 1855.
Le viaduc a été en partie détruit pendant les bombardements alliés de la Seconde Guerre mondiale. Le 15 juin 1944, des bombes américaines avaient en effet fait s'effondrer une partie du tablier ainsi qu'une arche.